# Bourgogne des Flandres
Bourgogne des Flandres is een Belgisch bier van brouwerij John Martin. Het wordt deels gebrouwen te Brugge en deels te Itterbeek door Brouwerij Timmermans (sinds 1993 eigendom van brouwerij John Martin).

## Achtergrond
Bourgogne des Flandres bestaat reeds sinds 1911. Toen werd het gebrouwen door de familie Van Houtryve. In 1957 ging het over naar de verwante familie Verhaeghe. Deze begon later met de productie van Duchesse de Bourgogne. Begin jaren ’90 kwam Bourgogne des Flandres in handen van brouwerij Timmermans.
De naam “Bourgogne” verwijst naar de Bourgondische tijd waarin Brugge op de voorgrond stond.
Bourgogne des Flandres is een mengbier, gebaseerd op plaatselijk gebrouwen bruin bier, versneden met lambiek van brouwerij Timmermans.

## Terug naar Brugge
In 2012 kocht Anthony Martin een gebouw van het OCMW in de Kartuizerinnenstraat. In de zomer van 2015 werd er een brouwinstallatie geïnstalleerd die vanaf eind 2015 het bier produceert. De officiële opening van de nieuwe brouwerij vond plaats in 2016.

## De bieren
- Bourgogne des Flandres Bruin (of Brune)  is een Vlaams bruin bier met een alcoholpercentage van 5%. In 2009 kreeg dit bier 3 sterren op de Superior Taste Award van het International Taste & Quality Institute.[4]
- Bourgogne des Flandres Blond (of Blonde)  is een blond bier van hoge gisting met een alcoholpercentage van 6%.

## Prijzen
- Brussels Beer Challenge 2012 - Bronzen medaille voor Bourgogne des Flandres Brune in de categorie Red Ale: Oud Rood (Flanders Red Ale)